# Carmen de morte Sanctii regis
Carmen de morte Sanctii regis es el título propuesto por William J. Entwistle para un hipotético poema épico escrito en latín, que posteriormente serviría de fuente (junto con otro posible cantar de gesta en romance, el Cantar de Sancho II) a la parte correspondiente de la Crónica najerense en que se narran los episodios, en su mayor parte ficticios y no demostrados desde el punto de vista histórico, de lo que se conoce como la leyenda del cerco de Zamora. El título alude al poema o cantar (carmen, -inis) de la muerte (de morte) del rey Sancho (Sanctii regis), referido a Sancho II de Castilla. El principal argumento para el establecimiento de esta hipótesis es el haber apreciado restos de versificación latina en el relato najerense.
Aunque durante mucho tiempo se ha dado por buena la hipótesis de la existencia del Carmen de morte Sanctii regis, estudios posteriores la han cuestionado. Louis Chalon desestimó en 1976 la existencia de un poema latino. Colin Smith negó primeramente que hubiera un cantar romance acerca de Sancho II y, aunque mantuvo inicialmente la existencia del poema latino, finalmente concluyó que lo que se narra acerca del rey castellano en la Crónica najerense pudo ser obtenido a partir de anécdotas y leyendas procecentes del monasterio de Oña. Roger Wright señaló que no es seguro que los pasajes aducidos por Entwistle provengan de hexámetros latinos, que más bien reflejan un cantar en lengua románica. Georges Martin, en un estudio minucioso, aseveró que estos materiales de la Crónica najerense eran producto de leyendas pero que no tenían una forma poética. Ian Michael, en 1992, defendió también que no se desprendía necesariamente del texto de la najerense la preexistencia del poema latino, ya que los relatos historiográficos, que en este tiempo podían ser orales, constituirían la fuente de este relato. Diego Catalán también niega la existencia del poema latino y defiende que hubo un cantar castellano, pero lo llama Las particiones del rey don Fernando. Finalmente, Alberto Montaner y Ángel Escobar Chico apoyan el argumento de Juan Antonio Estévez Sola en su estudio a la edición de la Crónica najerense de 1995, para quien los restos de versificación latina que apreciaba Entwistle no son tales, ya que constituyen recursos típicos de la prosa rítmica latina de la Edad Media (cursus rhythmicus), que están presentes también en otros pasajes de esta crónica; además, muchos de estos lugares no pueden reducirse a pie métrico latino alguno, por lo que no hay razones para pensar que existiera un cantar latino previo.
Montaner concluye en su artículo «La huida de Vellido, ¿por las puertas o el postigo?...» que el presunto cantar latino de la Crónica najerense constituye en realidad un conjunto de informaciones deslavazadas cuyo origen es la historia oral, y que fueron recompuestas en forma poética por el autor de la Najerense.

## Hipótesis de Entwistle: la reconstrucción del posiblecarmen
Según la hipótesis de Entwistle, la crónica najerense incluye copias de otros textos y se puede aplicar un método similar al del Poema de Almería para extraer de entre sus líneas otro poema. Entwistle basa su análisis en Menéndez Pidal, el texto de las crónica najerense, y el extracto de Cirot. En el texto original se detectan versos hexámetros que sobresalen de entre los otros y permiten identificar líneas incluidas. Además, las locuciones en Carmen indican una forma de lenguaje ligeramente diferente del lugar y tiempo en el que se escribieron las Crónicas.

### Contenido
Cuando muere Fernando I de León, su primogénito Sancho 

Castellae uero dominus Sanctius esset mágnanumús, acer íngenió, et uíribus fórtis (De Castilla era rey Sancho quien era ambicioso, inteligente, y muy fuerte).

se siente agraviado por la partición de la herencia de su padre.
Tras capturar Galicia con engaño, vence a su hermano Alfonso VI de León y tras una larga serie de conquistas, es nombrado rey de León.
El poema continua con el ataque a traición de Vellido Dolfos 

[Mente autem] factum iam suspiciens Rodericus

mox nudum insiliens in equum quem forte tenebant

scutigeri post terga, [manu] tune arripit hastam

illumque insequitur portas intér semiclausas

que acaba con la vida del rey con un lanzazo en la espalda.
Tras esto, el Cid venga la traición cometida contra su señor y amigo.
La Crónica continua con el enterramiento del rey en Oña.

### Relevancia
El Carmen es la propuesta de Entwistle para el texto original. El autor asume que el Carmen es una adaptación o copia de un texto hispano-latino, lo que es una técnica habitual de la época. Esto reafirma la labor que los monasterios tenían como transmisores de los hechos históricos.
Además de por ser un ejemplar de escritura hispánica, su importancia también estriba en la mención de sitios y personajes históricos, proporcionándoles un contexto global. Se puede decir que los personajes son importantes porque están en el texto, y el texto incluye personajes importantes.
Sin embargo, es también necesario notar que, al provenir de un cantar, su contenido se ha adecuado a la audiencia. Dado que el idioma original es latín, se asume que los destinatarios son o bien la clase eclesiástica, o bien la corte. Por tanto, si se acepta la hipótesis de la existencia del poema latino, puede aventurarse que los hechos han sido modificados para ensalzar o legitimar la figura y actos del rey Sancho.
Otra parte importante del presunto poema se refiere a la inclusión del Cid, con varios versos dedicados a la venganza contra Vellido Dolfos. De acuerdo con otros documentos considerados históricos (Primera Crónica General, Cronicón Lusitano) la figura del Cid apenas tenía interés para los monjes de Silos pero sin embargo había aparecido en otros cantares más populares y menos eruditos, fundamentalmente la Historia Roderici (no confundir con el Cantar de mi Cid). Al incluir esta mención, se le da una patina de «historicidad» al Cid, a la vez que reseñando su lealtad a Sancho, que no su subordinación.